# バレーボールコロンビア男子代表
バレーボールコロンビア男子代表（バレーボールコロンビア だんしだいひょう）は、バレーボールの国際大会で編成されるコロンビアの男子バレーボールナショナルチームである。

## 歴史
1955年に国際バレーボール連盟へ加盟。初出場の第4回大会の1961年南米選手権は出場国中最下位だったが、1990年代後半から安定した力を発揮し、チリと並ぶ南米の中堅国へ躍進を遂げた。近年は世界選手権大陸予選でも健闘し、FIVBランキングはブラジル、アルゼンチン、ベネズエラの3強に次ぐ好位置に付けている。

## 過去の成績

### オリンピックの成績
- 出場なし

### 世界選手権の成績
- 2006年 - 南米予選敗退
- 2010年 - 南米予選バレーボールコロンビア

### 南米選手権の成績
| - 1961年 - 5位 - 1969年 - 6位 - 1971年 - 5位 - 1973年 - 5位 - 1975年 - 7位 - 1983年 - 5位 - 1985年 - 5位 - 1989年 - 6位 | - 1995年 - 7位 - 1997年 - 5位 - 1999年 - 5位 - 2001年 - 4位 - 2005年 - 4位 - 2007年 - 6位 - 2009年 - 4位 |  |